# Tennis als Jocs Olímpics d'estiu de 1904
Dues proves de tennis es disputaren als Jocs Olímpics de 1904 a Saint Louis. La competició es disputà del 29 d'agost al 5 de setembre de 1904.
La nació organitzadora guanyà totes les medalles que es disputaren. De fet només participà un tennista no estatunidenc. La competició, que quatre anys abans fou oberta a les dones, en aquesta edició es limità als homes. Les proves passaren de 5 a 2, eliminant-se la individual i les dobles femenins i dobles mixtos.

## Resum de medalles
| Prova                      | Or                                       | Argent                                   | Bronze                                    |
| Individual masculí detalls | Beals Wright                             | Robert LeRoy                             | Alphonzo Bell Edgar Leonard               |
| Dobles masculins detalls   | Estats UnitsBeals Wright · Edgar Leonard | Estats UnitsRobert LeRoy · Alphonzo Bell | Estats UnitsClarence Gamble · Arthur Wear |
| Dobles masculins detalls   | Estats UnitsBeals Wright · Edgar Leonard | Estats UnitsRobert LeRoy · Alphonzo Bell | Estats UnitsJoseph Wear · Allen West      |

## Nacions participants
Un total de 36 tennistes competiren als Jocs:
- Alemanya (1)
- Estats Units (35)

## Medaller
| Posició | País         | Or | Argent | Bronze | Total |
| 1       | Estats Units | 2  | 2      | 4      | 8     |
| Total   | Total        | 2  | 2      | 4      | 8     |